# Asnois, Vienne
Asnois är en kommun i departementet Vienne i regionen Nouvelle-Aquitaine i västra Frankrike. Kommunen ligger i kantonen Charroux som tillhör arrondissementet Montmorillon. År 2022 hade Asnois 132 invånare.

## Befolkningsutveckling
Antalet invånare i kommunen Asnois
| Referens: INSEE |